# Anerincleistus fruticosus
Anerincleistus fruticosus är en tvåhjärtbladig växtart som beskrevs av Henry Nicholas Ridley. Anerincleistus fruticosus ingår i släktet Anerincleistus och familjen Melastomataceae. Inga underarter finns listade i Catalogue of Life.